# Leiurus nigellus
Leiurus nigellus — вид скорпіонів родини Buthidae. Описаний у 2023 році.

## Поширення
Ендемік Саудівської Аравії. Поширений у мухафазі (губернаторстві) Аль-Ула на півночі мінтаки (провінції) Ель-Медина. Типове місцезнаходження — місцевість Аль-Буріака, біля старого шосе Табук — Аль-Ула (27°19'53.99"N, 37°47'31.11"E, 1109 м н.р.м.).

## Опис
Голотип самиці має розміри 104,21 мм, а паратип самця 81,25 мм. Загалом самиці мають розміри від 85,80 до 104,21 мм.